# جيمس تي. لاسي
جيمس تي. لاسي هو سياسي أمريكي، ولد في 8 يناير 1857 في هالفيكس في الولايات المتحدة، وتوفي في 18 يونيو 1939 في سكوتسبورغ في الولايات المتحدة. نشط حزبياً في الحزب الديمقراطي. وقد انتخب عضو مجلس ولاية فرجينيا ‏.